# Ladislav Helge

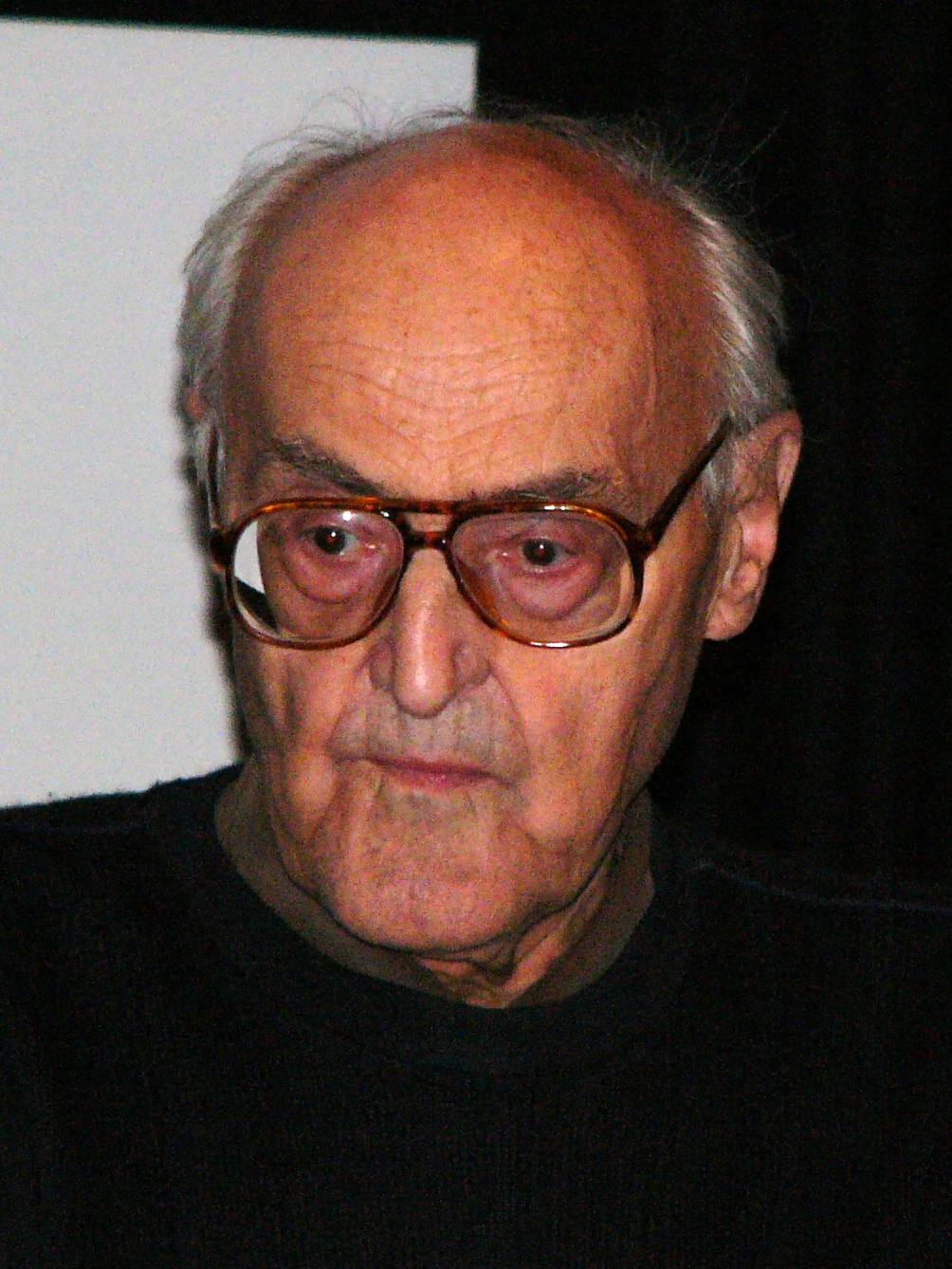
Helge im Jahr 2009

Ladislav Helge (* 21. August 1927 in Prag; † 31. Januar 2016 ebenda) war ein tschechischer Regisseur und Drehbuchautor.

## Werke (Auswahl)
- 1957: Weil wir sie lieben (Škola otců)
- 1959: Velká samota
- 1961: Frühlingsgewitter (Jarní povětří)
- 1962: Bílá oblaka
- 1963: Bez svatozáře
- 1964: Der erste Tag im Leben meines Sohnes (První den mého syna)
- 1967: Stud